# 035型潜艇

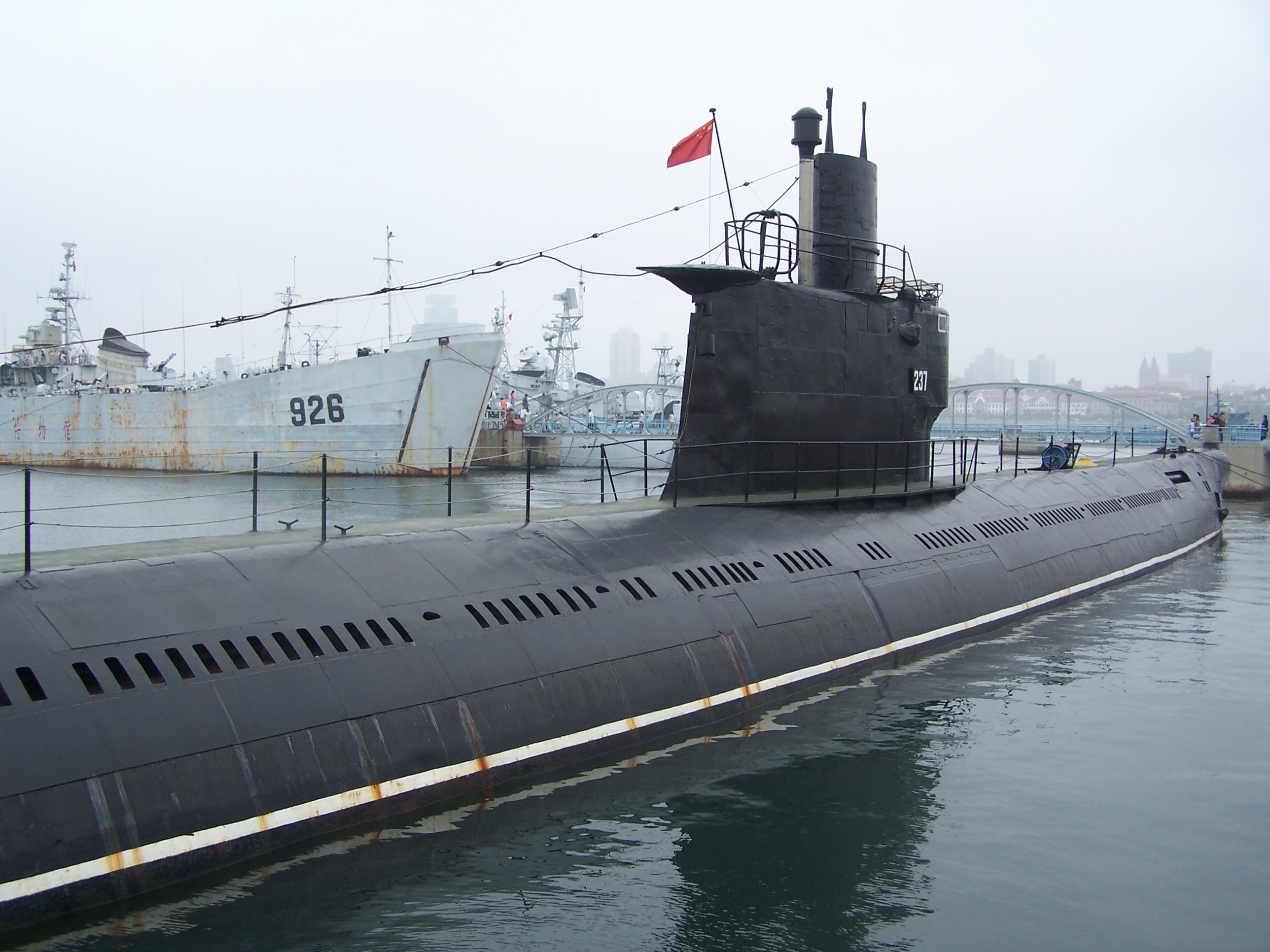
035型潜艇，外覆隔音的黑色橡胶

035型潜艇（北约代号：明级，英语：Ming-class），发展自苏联633型潜艇，在1970年代由位于中国湖北武汉的武汉船舶设计院（701所）设计。作为20世纪末与西方关系较好时期的产物，035型潜艇换装了改进型柴电引擎，减少阻力的船壳，拥有更快的水下航行速度，并换装613所设计的H/SQZ-262型声纳，改进通讯导航系统。最显著的特征是围壳形状的变化。
中国总共建造了22艘035型潜艇，部分转手给南亚国家。

## 型号
该型艇至少有四种改进型号，即ES5C、ES5D、ES5E和ES5F。最新型的改进型号ES5F型又称为035G型，换装了613所设计的H/SQ2-262C型声纳，改进了鱼雷武器系统，艇体表面铺设消声瓦。
- 035型：1969年10月在江南造船廠與武昌造船廠分別建造1艘，魏绪民設計師規劃，以633型潜艇船型基礎修改，將推進系統從單軸推進變更為雙軸推進，因此修改了後部艇身外型。
- 035A型：第二版035型號，在武昌造船廠建造，舷號342。在第一版035解放軍發現有許多設計瑕疵，因而要求701所對設計進行全面修改。修改後不僅解決了035第一版的問題，並且讓水下航速增加了40%，達到18.3節。342艇在1980年6月完工，1982年12月24日通過解放軍驗收正式服役。解放軍原定在1983年後停產033，全面換產035A替換現役潛艇，但最後因預算等客觀問題未能執行。035A在1987至1990年代間服役3艘。
  - ES5C型：035A出口版，換裝升級版火控裝置，使035可使用魚4型被動追音魚雷。此版本無外銷成績，但火控裝置升級成果後來轉用在035中修升級時運用。
  - ES5D型：035A出口版，換裝升級版火控裝置，整合了魚雷發射管反舰导弹射擊功能。此版本同樣無外銷成績，但火控裝置升級成果後來轉用在035中修升級時運用。
- 035G型：1983年至1985年間執行的的035A升級計畫，第三版035型號，首艇356艇由武昌造船廠建造，1989年下水，1990年12月服役。該計畫受惠於改革開放後西方世界對中国軍事技術輸出解禁，中国採購了西方的數位化魚雷火控裝置搭配法國製DUUX-5側舷被動測距聲納，並將原本在ES5C與ES5D項目的火控升級成果引入，大幅增強035的作戰彈性與能力。在六四事件後，西方全面對中国進行軍事制裁，因此除了原型艇外所安裝的新設備都由國產品替代。在1990年代間，解放軍採購了12艘035G，並且讓3艘035A中修升級時提升為035G標準，此版本為035家族中量產最多的一型。此外至少有2艘改裝研究性的AIP系統做开发用。
  - ES5E型：035G出口版，改良火控裝置整合魚-6魚雷線導魚雷。無外銷紀錄。
  - ES5F型：出口版，將聲學系統（主動、被動聲納、拖曳聲納）整合至單一控制站的改良型，無外銷紀錄。
- 035ET型：改裝義大利聲納的試驗船，數量不明。
- 035B型：第四版035型，也是有服役的最後一個版本，在2000至2003年間服役4艘。由於039型潛艇初期版本性能無法讓解放軍滿意，使得039大規模量產期程延宕，解放軍因此訂購一小批引入039潛艇技術的035潛艇，作為墊檔戰力運用。與先前的035G相比，035B換用了039系列的作戰管理系統與聲學搜索硬體裝置，因此可以使用039配備的各種武器，包括線導魚雷、反舰导弹與巡航导弹等。此外潛艇帆罩亦進行了小規模修改，改善水下流體力學的表現。

## 事故
- 2003年4月16日，中国人民解放军海军北海舰队的035型潜艇361号在渤海海域潜航时，因为切换通气管模式时通气管氧气阀没有正确开启，导致艇内氧气在30秒内全部被柴油机耗尽，艇上70名艇员全部遇难。

## 资料来源
1. 1 2 3 4 5 6 7 8 9  .   [2021-08-27]. （原始内容存档于2015-07-09）.
2. ↑  .   [2018-08-16]. （原始内容存档于2016-03-06）.
3. ↑  .   [2018-08-16]. （原始内容存档于2018-08-16）.

## 扩展阅读
- The Encyclopedia Of Warships, From World War 2 To The Present Day, General Editor Robert Jackson.